# Bandiera arancione
De Bandiera Arancione (in het Nederlands: Oranje Vlag) is een Italiaans keurmerk, dat de Touring Club Italiano (TCI) aan kleine gemeenten (maximaal 15.000 inwoners) in het Italiaanse achterland uitreikt die zich onderscheiden op het gebied van toerisme, gastvrijheid en milieu. 
In 1998 werd dit keurmerk door de Ligurische regionale afdeling van de TCI geïntroduceerd, met als doel het opwaarderen van het achterland. De beoordeling van de gemeenten vindt plaats op basis van een door de TCI ontwikkeld analytisch model (Modello di Analisi Territoriale). Later werd op nationale schaal in heel Italië overgenomen. 
De Bandiera Arancione is het enige Italiaanse project op dit gebied, dat door de World Tourism Organization erkend is als succesvol programma voor de duurzame ontwikkeling van het toerisme. 

## Doel en criteria
Het doel en de criteria voor de toekenning van het keurmerk zijn door de TCI als volgt vastgesteld:
- opwaardering van lokale middelen
- ontwikkeling van het toerisme
- versterking van lokale ambachten en producten
- verbetering van het plaatselijke investeringsklimaat
- versterking van de territoriale identiteit

## Onderscheiden gemeenten

### Abruzzen
- Palena
- Roccascalegna

### Apulië
- Alberona
- Sant'Agata di Puglia

### Basilicata
- Valsinni

### Calabrië
- Morano Calabro

### Campanië
- Cerreto Sannita
- Sant'Agata de' Goti

### Emilia-Romagna
- Bagno di Romagna
- Bobbio
- Brisighella
- Busseto
- Castell'Arquato
- Castelvetro di Modena
- Castrocaro Terme e Terra del Sole
- Fanano
- Fiumalbo
- Fontanellato
- Longiano
- Monteleone (frazione van Roncofreddo)
- Montefiore Conca
- Portico e San Benedetto
- Premilcuore
- Sestola
- Verucchio
- Vigoleno (frazione van Vernasca)

### Latium
- Arpino
- Bolsena
- Bomarzo
- Calcata
- Campodimele
- Caprarola
- Casperia
- Collepardo
- Labro
- Leonessa
- Nemi
- San Donato Val di Comino
- Sermoneta
- Sutri
- Trevignano Romano
- Tuscania
- Vitorchiano

### Ligurië
- Apricale
- Brugnato
- Castelnuovo Magra
- Castelvecchio di Rocca Barbena
- Dolceacqua
- Santo Stefano d'Aveto
- Sassello
- Toirano
- Triora
- Varese Ligure

### De Marken
- Acquaviva Picena
- Corinaldo
- Genga
- Gradara
- Mercatello sul Metauro
- Mondavio
- Montecassiano
- Montelupone
- Monterubbiano
- Ostra
- Pievebovigliana
- Ripatransone
- San Ginesio
- San Leo
- Sarnano
- Urbisaglia

### Molise
- Agnone

### Piëmont
- Alagna Valsesia
- Avigliana
- Barolo
- Bene Vagienna
- Candelo
- Cherasco
- Macugnaga
- Malesco
- Mergozzo
- Monforte d'Alba
- Neive
- Orta San Giulio
- Santa Maria Maggiore
- Varallo Sesia

### Sardinië
- Aggius
- Galtellì
- Gavoi
- Laconi
- Oliena
- Sardara

### Sicilië
- Sutera

### Toscane
- Anghiari
- Barberino Val d'Elsa
- Barga
- Casale Marittimo
- Casole d'Elsa
- Castelnuovo Berardenga
- Castiglion Fiorentino
- Certaldo
- Cetona
- Collodi (frazione van Pescia)
- Cutigliano
- Lari
- Lucignano
- Massa Marittima
- Montalcino
- Montecarlo
- Montefollonico (frazione van Torrita di Siena)
- Montepulciano
- Monteriggioni
- Murlo
- Peccioli
- Pienza
- Pitigliano
- Radda in Chianti
- Radicofani
- San Casciano dei Bagni
- San Gimignano
- Sorano
- Suvereto
- Trequanda
- Vinci
- Volterra

### Trentino-Zuid-Tirol
- Ala
- Caderzone Terme
- Molveno
- Tenno

### Umbrië
- Bevagna
- Città della Pieve
- Montefalco
- Montone
- Norcia
- Panicale
- Spello
- Trevi
- Vallo di Nera

### Veneto
- Arquà Petrarca
- Asolo
- Malcesine
- Marostica
- Mel
- Montagnana
- Portobuffolé
- Sappada
- Soave